# Jeffersonék (South Park)
A Jeffersonék (The Jeffersons) a South Park című animációs sorozat 117. része (a 8. évad 6. epizódja). Elsőként 2004. április 21-én sugározták az Egyesült Államokban.
Az epizód középpontjában egy jómódú, azonban erősen meghökkentő viselkedésű férfi, Mr. Jefferson áll, aki fiával együtt South Parkba költözik és a helyi gyerekek azonnal megkedvelik. A szereplő alakja egyértelmű utalás Michael Jacksonra. A popsztár később – már 2009-ben bekövetkezett halála után – a 13. évad Celebhalottak című epizódjában, illetve a 18. évad utolsó két részében hologramként is feltűnik.

## Cselekmény
|  | Alább a cselekmény részletei következnek! |

Mr. Jefferson a fiával, Takival South Parkba városába költözik. Amikor a főszereplő gyerekek és osztálytársaik megtudják, hogy a család kertjében egy mini vidámpark és rengeteg játék található, összebarátkoznak vele és minden időt ott töltenek, főleg Eric Cartman. Kyle Broflovski azonban aggódni kezd Taki miatt, akit a gyerekként viselkedő és meglehetősen nőies apja teljesen elhanyagol. Taki azt is elmondja, hogy neki nincsen anyja, mert állítása szerint laboratóriumban született. A helyi rendőrség figyelmét is felkelti az új család érkezése, mert azt a fülest kapják, hogy egy színes bőrű család érkezett South Parkba. Yates őrmester – aki gyűlöli a nála gazdagabb feketéket – társaival azt tervezi, hogy hamis bizonyítékok felhasználásával perbe fogják Mr. Jeffersont (pont úgy, ahogyan azt korábban Kobe Bryanttal tették). Figyelni kezdik a család házát (miután elhelyezték a hamisított bizonyítékokat), de Yates zavarba jön, mikor meglátja, hogy Mr. Jefferson fehér bőrű. Amikor a rendőr rájön, hogy majdnem megvádolt egy ártatlant (aki történetesen nem fekete), szörnyű bűntudata támad és kételkedni kezd magában, valamint munkájában.
Kyle egyre inkább aggódik Taki miatt, és miután Mr. Jefferson kilógatja gyermekét az ablakon, Kyle elhatározza, hogy meg kell mentenie a fiút. A helyzetet tovább rontja, hogy Mr. Jefferson orra leesik, ezzel még inkább halálra rémítve fiát. Stan Marsh és Kyle beöltözteti Kenny McCormickot Taki ruháiba, hogy eltereljék Jefferson figyelmét és Takival együtt kiosonjanak a házból. Jefferson játékosan megragadja Kennyt és dobálni kezdi, de ezzel véletlenül megöli, amikor Kenny a plafonhoz csapódik. A házat eközben már körülvették a rendőrök (akiket korábban a központból tájékoztattak, hogy mégis Jeffersont kell letartóztatni), de Cartman kiáll barátja mellett. Kyle elmondja, hogy Mr. Jeffersonnak fel kell nőnie, hiszen van egy fia, akiért felelősséggel tartozik. Ezt hallva Jefferson belátja, hogy rossz szülő volt, ezért elhatározza; lemond vagyona nagy részéről és hétköznapi állást vállal. Mivel már nem vagyonos, a rendőrség ejti az ügyet és az egybegyűltek énekelni kezdenek.

## Fogadtatás
Az Amazon.com hivatalos kritikája szerint Jacksont az epizódban „nem gyermekmolesztálóként, hanem infantilis szülőként ábrázolják, akinek fel kell nőnie”. John Gallagher kritikájában azt írja, hogy az epizód „egy nagyon mulatságos fricska Michael Jackson felé”.